# Коли відгукнеться відлуння
«Коли відгукнеться відлуння» — радянський художній фільм 1989 року, знятий режисерами Ілесом Татаєвим і Іскандером Хамраєвим на Північно-Осетинській і Чечено-Інгуській студії телебачення.

## Сюжет
Восени 1945 року в безлюдне селище пробирається колишній фронтовик Умар Бадалов. Він чесно виконав свій військовий обов'язок, тепер його комісували і він у своєму аулі. Забарвлена трагізмом осіння вмираюча природа і зруйнований аул, в якому він не зустрів жодної душі, крім одного мертвого собаки.

## У ролях
- Дагун Омаєв — Умар
- Олена Тонунц — Лейла Бадалова
- Муталіп Давлетмірзаєв — прокурор
- Муса Дудаєв — Мустафа
- Алі Тухужев — Халід
- Рудольф Челіщев — військком
- Алі Марісултанов — лікар
- Руслан Фіров — Дауд
- Сергій Баталов — Кепка
- Муса Джандаров — епізод
- Микола Жирнов — епізод
- Геннадій Воропаєв — епізод
- С. Гарєєв — епізод
- Бай-Алії Вахідов — епізод
- Майя Слуцька — епізод
- Зулейхан Багалова — епізод
- В. Джабраїлов — епізод

## Знімальна група
- Режисери — Ілес Татаєв, Іскандер Хамраєв
- Сценаристи — Ілес Татаєв, Іскандер Хамраєв
- Оператор — Олександр Чечулін
- Композитор — Анатолій Кальварський